# Esme Morgan
Esme Beth Morgan (Sheffield, 2000. október 18. –) angol női labdarúgó. Az FA Women's Soccer League bajnokságában érdekelt Everton csapatának védője.

## Pályafutása
A 2017–2018-as szezonban hét, a 2018–2019-es bajnokságban hat mérkőzésen játszott a Manchester City csapatában és két bajnoki ezüstérmet szerzett.
2019. augusztus 16-án egyéves kölcsönszerződést írt alá az Everton csapatával.

### Válogatott
2017. március 25-én mutatkozott be az U17-es válogatottban egy Lengyelország elleni Eb-selejtező találkozón, majd a Csehországban rendezett kontinensviadal mindhárom mérkőzésén kezdőként lépett pályára. 
Az U19-es válogatottal részt vett a 2018-as U19-es Európa-bajnokság selejtezőkörében, ahol Kazahsztán ellen a 17. születésnapján szerezte meg első találatát nemzeti színekben.

#### Válogatott góljai
| Gól | Dátum             | Helyszín                                                     | Ellenfél   | Találat | Eredmény | Rendezvény                  |
| --- | ----------------- | ------------------------------------------------------------ | ---------- | ------- | -------- | --------------------------- |
| 1   | 2017. október 18. | Kazsimukan Munajtpaszov Stadion, Simkent, Kazahsztán         | Kazahsztán | 5–0     | 9–0      | 2019-es U19-es Eb-selejtező |
| 2   | 2018. október 1.  | Sportsko Rekreacijski Centar Tratec, Nedelišće, Horvátország | Málta      | 2–0     | 9–0      | 2019-es U19-es Eb-selejtező |

## Sikerei

### Klub
Angol bajnoki ezüstérmes (2): 2017–18, 2018–19
 Angol kupagyőztes (1): 2018–19
 Angol szuperkupa győztes (1): 2018–19

### A válogatottban
Anglia
- U20-as világbajnoki bronzérmes: 2018